# Monkey Island
Monkey Island je kolektivni naziv za serijal avanturističkih igrara koje je proizveo i izdao LucasArts, izvorno poznat kao LucasFilm Games kroz razvoj prve dvije igre u serijalu. Igre slijede nezgode nesretnog Guybrusha Threepwooda koji se borio da postane najozloglašeniji pirat na području Kariba, pobijedi živog mrtvaca LeChucka i osvoji guvernerku Elaine Marley. Svaki od dijelova serijala veže se uz tajanstveni Monkey Island i njegove nedokučive tajne.
Ron Gilbert, autor serijala, radio je samo na prve dvije igre prije no što je otišao iz LucasArtsa. Autorska prava Monkey Islanda ostala su kod LucasArtsa, pa su treća i četvrta igra stvorene bez Gilbertovih doprinosa.
Tales of Monkey Island, peti dio serijala razvija Telltale Games u suradnji s LucasArtsom. Zamišljen je kao serija od pet epizodnih avantura - prvi dio izašao je 7. srpnja, a posljednji 8. prosinca 2009.

## Vanjske poveznice
- World of Monkey Island  Arhivirana inačica izvorne stranice od 18. siječnja 2006. (Wayback Machine) - Službena Telltale Games stranica posvećena ovom serijalu
- ScummVM - Multi-platformski open-source SCUMM interpretor koji omogućava igranje prve tri Monkey Island igre na gotovo svim modernim platformama
- The Monkey Island SCUMM Bar - Popularna obožavateljska stranica. Iako je zatvorena, sav sadržaj se slobodno razgledava.
- LucasArts Soundtracks  Arhivirana inačica izvorne stranice od 23. veljače 2020. (Wayback Machine) - Soundtrackovi od svih Monkey Island igara, konvertirani u mp3 format i besplatni za skidanje
- Quick and Easy (Brzo i lako) ili kako pokrenuti LucasArts avanturističke igre na Windows XP-u, 2000 i NT-u bez imalo problema
- World of Monkey Island  Arhivirana inačica izvorne stranice od 18. siječnja 2006. (Wayback Machine) Obožavateljska stranica s pomoći u natuknicama.
- The Legend of Monkey Island Još jedna obožavateljska stranica s mnogo informacija.